# Microsoft Mappoint
Microsoft MapPoint är en programvara som kombinerar enkla kartfunktioner som till exempel ruttbeskrivning från A-B med mer avancerade funktioner som mer kan räknas till området GIS.
Möjlighet finns att via programspråk som Visual Basic och .NET förändra funktionaliteten i kartan, men för den vanliga användaren innehåller Microsoft MapPoint det mesta man kan behöva för enklare marknadsanalys och ruttplanering.
En enklare variant av Microsoft MapPoint finns om man bara är intresserad av att planera resor via kartan. Detta program heter Microsoft AutoRoute. Begränsningen är att det inte går att programmera. Det går inte heller här att visa data på ett mer avancerat sätt.

## MapPoint Web Services
Microsoft MapPoint Web Service är en internetbaserad programmeringsbar tjänst som används när man vill utveckla programvaror som ska visa olika typer av kartfunktioner. Tjänsten stödjer i huvudsak följande tre huvudfunktioner:
- Ruttberäkningar
- Sökning av plats/adress.
- Rendering/visning av kartbild.

Nuvarande prissättning följer en sorts "PayPerView"-alternativ. När man använder tjänsten så ligger mjukvaran för kartan hos Microsoft. Varje gång man utnyttjar någon del av denna mjukvara så utförs en transaktion mellan kartservern och den applikation som kallar på funktionen. Dessa transaktioner håller sedan Microsoft reda på och varje kvartal så debiteras man för summan använda transaktioner. Det går att testa produkten gratis en kortare period genom att anmäla sitt intresse till Microsoft.
Denna tjänst går även att kombinera med Virtual Earth för att få en utökad funktionalitet som bland annat innebär att man kan få se kartan via äkta flygfoton.